# Semaeopus osteria
Semaeopus osteria är en fjärilsart som beskrevs av Druce 1899. Semaeopus osteria ingår i släktet Semaeopus och familjen mätare. Inga underarter finns listade i Catalogue of Life.